# Finska mästerskapet i bandy 1911
Finska mästerskapet i bandy 1911 avgjordes i cupform.

## Semifinaler
| Lag 1           | Resultat | Lag 2                        |
| --------------- | -------- | ---------------------------- |
| IFK Helsingfors | 16–1*    | Polytekarnas Idrottsförening |
| Viipurin IFK    | 9–5      | Viipurin Reipas              |

- PIF lånade spelare från IFK Helsingfors, matchen förklarades som inofficiell.

## Final
| Lag 1        | Resultat   | Lag 2           |
| ------------ | ---------- | --------------- |
| Viipurin IFK | 7–15 (4-5) | IFK Helsingfors |

## Slutställning
| Placering | Lag             |
| --------- | --------------- |
| 1.        | IFK Helsingfors |
| 2.        | Viipurin IFK    |
| 3.        | Viipurin Reipas |